# Laguna Barajo
A  Laguna Barajo é um lago localizado na Guatemala. Localiza-se no departamento de Retalhuleu, Município de San Andrés Villa Seca.